# 99 Aquarii
99 Aquarii (b² Aquarii) é uma estrela na direção da Aquarius. Possui uma ascensão reta de 23h 26m 02.82s e uma declinação de −20° 38′ 30.7″. Sua magnitude aparente é igual a 4.38. Considerando sua distância de 308 anos-luz em relação à Terra, sua magnitude absoluta é igual a −0.50. Pertence à classe espectral K4III.